# مرجان (خواننده)

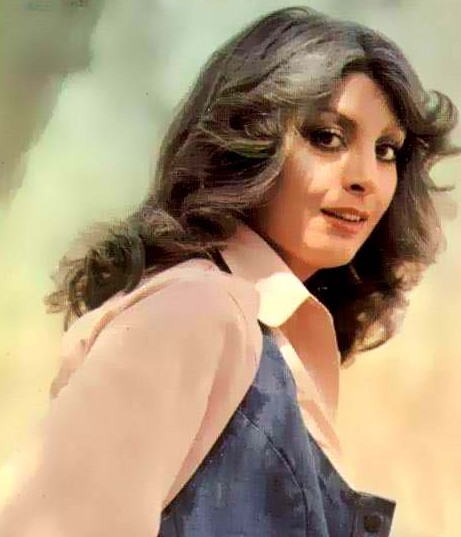
مرجان در دههٔ ۱۳۵۰

شهلا صافی‌ضمیر، با نام هنری مرجان (۲۲ تیر ۱۳۲۷ – ۱۷ خرداد ۱۳۹۹) خواننده و بازیگر ایرانی بود.

## سال‌های آغازین زندگی

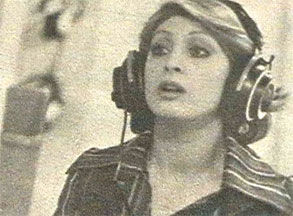
در دههٔ ۱۳۵۰

شهلا صافی‌ضمیر در سال ۱۳۲۷ در تهران زاده شد. پدرش «علی صافی‌ضمیر» از مدیران وزارت راه و مادرش «کبری بهمنی تبری» از آموزگاران دبستان‌های ابتدایی بود. مرجان تحصیلات ابتدایی را در دبیرستان الوند گذراند. در ۱۲ سالگی خبرنگار نوجوان مجلهٔ اطلاعات دختران و پسران (اطلاعات کودکان) بود و گویندگی برنامهٔ هفتگی این مجله را هم در تلویزیون انجام می‌داد. او پس از پایان تحصیلات متوسطه با مهدی علی‌محمدی (گویندهٔ رادیو و دوبلور) ازدواج کرد. حاصل این ازدواج یک دختر به نام پوپک علیمحمدی بود.

## زندگی حرفه‌ای
شهلا صافی‌ضمیر در سن ۲۱ سالگی برای نخستین‌بار در فیلم دنیای پر امید به کارگردانی احمد شیرازی بر پردهٔ سینما ظاهر شد. در آن زمان چون شهلا ریاحی با نام شهلا معروف شده‌بود نام هنری مرجان را برای خود برگزید. او پس از جدایی از همسر نخست خود با مهدی ژورک (با نام اصلی فریدون) ازدواج کرد. مرجان از هنرمندانی بود که در آغاز، بازیگر سینما بوده و در فیلم‌های بسیاری بازی کرده‌است.
مرجان اما وقتی به شهرت و محبوبیت بیشتری رسید که گام در وادی خوانندگی و موسیقی نهاد. راه ورود او به موسیقی را همسر دومش فریدون ژورک باز کرد. ژورک که دستی در سینما و هنر داشت، به استعداد خوانندگی مرجان پی برد اما آنکه سبب شد تا مرجان به شکلی جدی‌تر به خوانندگی بیندیشد، بابک بیات بود که به گفتهٔ مرجان (گفتگو با مجله جوانان سال ۱۳۵۴) صدای او را در محفلی خانوادگی می‌شنود و تشویقش می‌کند تا گام در دنیای حرفه‌ای خوانندگی بگذارد. آنگونه که مرجان تعریف کرده‌است، بابک بیات، واروژان، پرویز مقصدی و یکی دو موزیسین برجستهٔ دیگر، اصول اولیهٔ خوانندگی را به او در حدود یک سال آموزش دادند و همزمان به پرورش صدای او پرداختند تا او را به عنوان خواننده‌ای متفاوت به جامعهٔ موسیقی معرفی کنند.
نخستین ترانهٔ اجرا شدهٔ مرجان، «دو دونه» ساختهٔ پرویز مقصدی بود که با تنظیم واروژان در یکی از برنامه‌های صبح جمعهٔ رادیو برای نخستین بار پخش شد. پس از این ترانه، مرجان با آهنگسازانی چون تورج شعبان‌خانی، صادق نوجوکی، فریبرز لاچینی، منوچهر چشم‌آذر و آندرانیک به‌عنوان خواننده همکاری کرد تا در کارنامه کاری خود نزدیک به ۲۰ ترانه را بر جای بگذارد. ترانه‌ای که از او در اذهان علاقه‌مندان به ترانه‌ای خاطره‌انگیز مبدل شده، «کویر دل» نام دارد که برداشتی بود از ترانه‌ای فرانسوی با اجرای «دالیدا» که مرجان به توصیهٔ اریک ارکانت و تنظیم او، در تابستان ۱۳۵۶ اجرا کرد و خواند. این ترانه پیش‌تر توسط آژدا پکان خوانندهٔ ترکیه‌ای نیز به زبان فرانسوی و به نام «به زندگی من بیا» (Viens dans Ma Vie) اجرا شده‌بود. او ترانه‌های «دو دونه»، «حسود»، «قطره‌ها»، «خونه خالی»، «پرندهٔ تنها»، «سکهٔ ماه»، «شوخ»، «قصه»، «جفت سلیمان»، «قُمری»، «کویر دل»، «کی صدا کرد منو»، «گم‌شده»، «من همینم» و «تکیهٔ بر باد» را اجرا کرد و با شرکت در شوهای تلویزیونی «میخک نقره‌ای» و «رنگارنگ» محبوبیت او بیش‌تر شد.
از جمله ترانه‌های دیگر او می‌توان به ترانهٔ جنجالی «ای شکسته تو شکستی» با آهنگسازی عماد رام اشاره کرد که در سال ۱۳۵۸ منتشر شد. اثری که گفته می‌شود یکی از دلایل دستگیری او در بعد از انقلاب شد.

## پس از انقلاب
مرجان در آستانهٔ انقلاب ۱۳۵۷ با کم‌تر از ۳۰ سال سن در زندگی هنری خود مشهور و سرشناس بود. وی پس از سال ۱۳۵۷، از فعالیت در هر بخشی از امور هنری، بازیگری، خوانندگی و حتی نواختن پیانو نیز محروم شد. ولی او بدون توجه به تهدیدها و شرایط خاص زمان، با پذیرش درخواست علیرضا میبدی و عماد رام، به‌دنبال اجرای ترانهٔ «ای شکسته» و پخش آن در سری کاست‌های شبانه که توسط علیرضا میبدی و یارانش تولید می‌شد، در سال ۱۳۵۹ برای نخستین‌بار دستگیر و زندانی گردید.
مرجان پس از مدتی با تحمل زندان و مصادرهٔ بخشی از اموالش تحت عنوان خمس و زکات و ... (از پانزدهم خرداد ١۳۴۲ تا ۲۲ بهمن ۱۳۵۷) به کوشش همسرش فریدون ژورک آزاد می‌شود. (ویلائی واقع در متل قوی شمال که مصادره شد) 
بار دوم در ۶ تیر ۱۳۶۱، به‌جرم هواداری از سازمان مجاهدین خلق ایران دستگیر و به زندان اوین منتقل می‌شود. وی با تجربه کردن هشت ماه انفرادی، دو سال زندان، هفده سال ممنوعیت اجتماعی و عدم خروج از کشور، نهایتا با سپردن یک وثیقهٔ ملکی و گرفتن حکم سه سال حبس تعلیقی، آزاد می‌شود و به‌مدت ۱۷ سال در عزلتی خانگی به‌سر می‌برد.
او سرانجام اواخر سال ۱۳۸۰ (۲۰۰۲)، به‌دنبال درج مطلبی در روزنامهٔ کیهان توسط شخص حسین شریعتمداری، مبتنی بر ارتباط مخفیانه‌اش با خارج از کشور، پیش از دستگیری با فرار به امارات متحده، همراه با همسرش به‌عنوان پناهنده‌ی سیاسی از سال ۱۳۸۱، مقیم لس‌آنجلس می‌شود.
اولین ترانه‌ای که مرجان در خارج از کشور اجرا کرد، ترانه «رهائی» بود که آن‌ را به مناسبت سالگرد هجدهم تیر با شعری از فریدون ژورک، آهنگی از خودش و تنظیم پرویز رحمان‌پناه منتشر کرد که در آلبوم «شب‌های خط‌خطی» نیز بازنشر شد. مرجان در طول هجده سالی که در غربت اجباری می‌زیست، تنها یک آلبوم به‌نام «شب‌های خط‌خطی» را در سال ۱۳۸۴ منتشر کرد که شامل ۱۰ ترانه و حاصل همکاری با هنرمندان داخل ایران بود.
مرجان پس از خروج از ایران، از فعالان مخالف حکومت ایران بود و با هواداری از سازمان مجاهدین خلق ایران به فعالیت خود ادامه داد. او در ۳ ژوئن ۲۰۱۵ در مصاحبه‌ای گفت: «تصمیم گرفتم مبارزه کنم چون من حق داشتم در مملکت خودم آزاد زندگی کنم»... «می‌خواهم هنرم را وقف مقاومت برای آزادی میهن و خلق ستم دیده و محروم ایران کنم.»
مرجان پس از اجرای ترانهٔ «رویش ناگزیر» در اجتماع کنگره ایرانیان در واشینگتن دی سی، ده‌ها ترانه و اثر هنری دیگر را با همکاری هنرمندان سازمان مجاهدین خلق اجرا و منتشر کرد. از جمله این ترانه‌ها: «می‌توان و باید»، «قدغن»، «وقت براندازی»، «چی بگم»، «اوین بگو»، «میهنی می‌سازیم»، «شهیدای شهر»، «پرچم»، «فریاد بی‌صدا»، «چشم به‌راه»، «بی‌بهونه» و «اطمینان» بودند. برخی از این کارها را محمد شمس، آهنگساز ایرانی ساخته بود.

## درگذشت
مرجان در ۱۷ خرداد ۱۳۹۹ در ۷۲ سالگی بر اثر ایست قلبی در پی یک عمل جراحی درگذشت. یک رسانه به نقل از اطرافیان وی علت درگذشت را اشتباهات پزشکی عنوان کرده است. وی در آرامگاه پاسیفیک ویوو مموریال پارک در نیوپورت بیچ کالیفرنیا (واقع در ساحل ایالتی کورونا دل مار) به خاک سپرده شد. او واپسین سال‌های عمر خود را در لس آنجلس به سر برد.
مریم رجوی ضمن تسلیت فقدان مرجان تأکید کرد: راه و رسم و یاد و خاطره مرجان که تا آخر به مقاومت در برابر فاشیسم دینی و به آرمان آزادی متعهد ماند، برای همیشه زنده و جاوید خواهد بود… و کلمات او خطاب به زن ایرانی از یاد نخواهد رفت که «عزیزانم کمر همت ببندید و به‌عنوان چاوشان این کاروان پرشتاب جلودار میدان مبارزه باشید و به همت و قدرت خودتان باور داشته‌باشید». سازمان مجاهدین خلق ضمن اعلام خبر درگذشت وی در بیانیه‌ای نوشت که او تا لحظهٔ آخر زندگی «به آرمان آزادی متعهد ماند».
رضا معینی مسئول دفتر ایران و افغانستان گزارشگران بدون مرز دربارهٔ درگذشت مرجان نوشت: «شهلا صافی‌ضمیر «مرجان»، هنرمند و زندان سیاسی در دهه شصت، چشم از جهان فروبست. یاد و صدایش و پایداری‌اش در برابر نظام تباهان مانا و با ماست.»
درگذشت مرجان واکنش زیادی در شبکه‌های اجتماعی به‌دنبال داشت و بسیاری ضمن تاسف از رفتار جمهوری اسلامی در قبال او و سایر هنرمندان، ترانه‌های معروف او را به اشتراک گذاشتند.

## همکاری هنری

مرجان روی جلد مجلهٔ سپید و سیاه، ۱۳۵۱

### سینما
شهلا صافی‌ضمیر در طول فعالیت سینمایی خود با بازیگران مطرحی چون محمدعلی فردین، بهروز وثوقی، ناصر ملک‌مطیعی، رضا بیک ایمانوردی، ایرج قادری، سعید راد، رضا فاضلی و عارف به ایفای نقش پرداخته بود. خواننده‌هایی چون عهدیه در فیلم‌ها با وی ترانه می‌خواندند.

### موسیقی
مرجان با آهنگسازان خبره و بنامی همچون پرویز مقصدی، فریبرز لاچینی، منوچهر چشم‌آذر، آرش سزاوار، تورج شعبان‌خانی، اریک ارکانت، آندرانیک و … همکاری داشت.
برخی کنش‌های هنری مرجان:
- کویر دل[۱۸]
- خاطره‌ها (بازنشر آهنگ‌های قدیمی)
- سکهٔ ماه
- شبهای خط‌خطی

## فیلم‌شناسی
- تکیه بر باد (۱۳۵۷)
- تنها حامی (۱۳۵۵)
- مادر جونم عاشق شده (۱۳۵۵)
- چشم‌انتظار (۱۳۵۴)
- زیبای پررو (۱۳۵۴)
- هم‌قسم (۱۳۵۴)
- همت (۱۳۵۴)
- آقا مهدی وارد می‌شود (۱۳۵۳)
- جوانمرد (۱۳۵۳)
- سلام بر عشق (۱۳۵۳)
- هرجایی (۱۳۵۳)
- سالومه (۱۳۵۲)
- سراب (۱۳۵۲)
- قربون هرچی خوشگله (۱۳۵۲)
- کیفر (۱۳۵۲)
- خانواده سرکار غضنفر (۱۳۵۱)
- ضعیفه (۱۳۵۱)
- مرد اجاره‌ای (۱۳۵۱)
- قدیر (۱۳۵۱)
- کاکل‌زری (۱۳۵۱)
- مردان خلیج (۱۳۵۱)
- مردی در طوفان (۱۳۵۱)
- مرغ تخم‌طلا (۱۳۵۱)
- همیشه قهرمان (۱۳۵۱)
- دلقک‌ها (۱۳۵۰)
- شکار انسان (۱۳۵۰)
- غلام ژاندارم (۱۳۵۰)
- قلاب (۱۳۵۰)
- از یاد رفته (۱۳۴۹)
- سکه شانس (۱۳۴۹)
- دنیای پرامید (۱۳۴۸)